# Zaid al-Rifai
Zaid al-Rifai (en arabe : زيد الرفاعي), né le 27 novembre 1936 à Amman (Transjordanie) et mort le 12 août 2024, est un homme politique jordanien.
Premier ministre à deux reprises, de 1973 à 1976 puis de 1985 à 1989, il est nommé par la suite au poste de président du Conseil du Sénat de 1997 à 2009. 

## Biographie

### Famille
Son père, Samir al-Rifai, fut lui aussi Premier ministre à six reprises entre 1944 et 1963, ainsi que son fils Samir al-Rifai, qui occupa lui cette fonction de 2009 à 2011.